# Ідіт Сільман
Ідіт Сільман (івр. עידית סילמן; нар. 28 жовтня 1980, Реховот, Ізраїль) — ізраїльська політична діячка, членкиня Кнесету від партії Лікуд у Кнесеті 25 скликання. У Кнесеті 24 скликання була головою комітету з охорони здоров’я від правої фракції. Також була головою коаліції, головою центру партії «Єврейський дім» та депутаткою Кнесету від її імені. З кінця грудня 2022 року обіймає посаду міністерки охорони навколишнього середовища Ізраїлю.

## Біографія
Ідіт Сільман народилася в Реховоті в родині марокканських євреїв-іммігрантів з Марокко. Навчалася в ульпані «Цфіра». Служила в ЦАХАЛі як екскурсоводка у школі «Sde Shaar HaGai».
Пізніше закінчила навчання в бакалавраті та отримала сертифікат викладачки наук про життя та спорт, а також магістра з фізичного виховання в Інституті Вінгейта. Кілька років займалася педагогічною діяльністю. Після завершення додаткової магістратури з ділового адміністрування в Академічному центрі Переса почала працювати в загальних службах охорони здоров’я на різних посадах. На останній посаді працювала координаторкою маркетингу в релігійно-національному секторі компанії.

## Політична діяльність
У молодості Ідіт Сільман долучилася до громадської діяльності в партії «МАФДАЛ». Пізніше, після заснування партії «Єврейський дім», вона вступила в партію, була членкинею секретаріату та очолила жіночий форум партії.
21 лютого 2019 року напередодні виборів до 21-го Кнесету партія «Єврейський дім» оголосила, що ставить Сільман на третє місце у своєму списку, замінивши колишнього журналіста Іфата Ерліха. У списку об'єднання правих партій вона зайняла шосте місце, а після дискваліфікації Міхаеля Бен-Арі піднялася на п'яте місце. Список отримав п'ять мандатів і вперше був обраний до Кнесету.
Напередодні виборів до 22-го Кнесету Сільман займала восьме місце в списку правих і не була обрана до Кнесету, оскільки список отримав сім мандатів. Після виборів Рафі Перетц призначив її головою Єврейського домашнього центру. Перед виборами до 23-го Кнесету вона вийшла з «Єврейського дому», перейшла до партії «Нові праві» і зайняла сьоме місце в «правих» списку. Шість мандатів, зокрема Сільман, не пройшли до Кнесету. Сільман є керівницею штабу з пошуку тіл Орона Шауля і Хадара Голдіна, вбитих під час операції Цук Ейтан, тіла яких перебувають у ХАМАС. У грудні 2020 року була призначена керівницею відділу охорони здоров’я в організації «Громадське лідерство».
Сільман посіла восьме місце в списку «Яміна» до 24-го Кнесету. Після відставки мера Сдерота Алона Давіді з правого списку за день до інавгурації Сільман увійшла замість нього до 24-го Кнесету.
Зі створенням тридцять шостого уряду Ізраїлю Сільман була призначена головою коаліції та головою комітету з охорони здоров'я. Комітет під її головуванням отримав від Міністерства фінансів приблизно 100 мільйонів додаткових шекелів для основи бюджету лікарень, крім того, що було виділено на систему охорони здоров’я.
21 березня 2022 року разом із депутатом Євгеном Совою здійснила візит на кордон України разом із гуманітарною делегацією, про що написала у Twitter. Ось її твіт: "В Україну прямує делегація системи охорони здоров'я Держави Ізраїль 🇺🇦🇮🇱. Сьогодні вранці ми супроводжували делегацію системи охорони здоров’я на офіційній церемонії, що відбулася на честь її членів у Національному банку Ізраїлю. Ця важлива місія виражає ціннісне зобов’язання Держави Ізраїль як єврейської та демократичної держави та передбачає великий привілей – рятувати людські життя на українській землі."
6 квітня 2022 року Сільман оголосила про вихід із коаліції на тлі розпорядження міністра охорони здоров’я Ніцана Горовіца про те, що рішення Високого суду слід виконувати та не перешкоджати введенню хамеца в лікарні на Песах. При цьому вона вийшла з коаліції лише з 60 членами Кнесету.15 серпня Ідіт Сільман звернулася з проханням виділитися з правої фракції в єдину фракцію під назвою «Амона», щоб вона могла балотуватися за наявним списком на виборах до 25-го Кнесету. Її прохання було відхилено комітетом Кнесету.  11 вересня вона подала заяву про відставку з Кнесету. Напередодні виборів до 25-го Кнесету Біньямін Нетаньяху посів 16-е місце в списку Лікуду.

## Особисте життя
Одружена з Шмуелем Сільманом, має трьох дітей. Проживає в Реховоті.